# 레이디 그레이

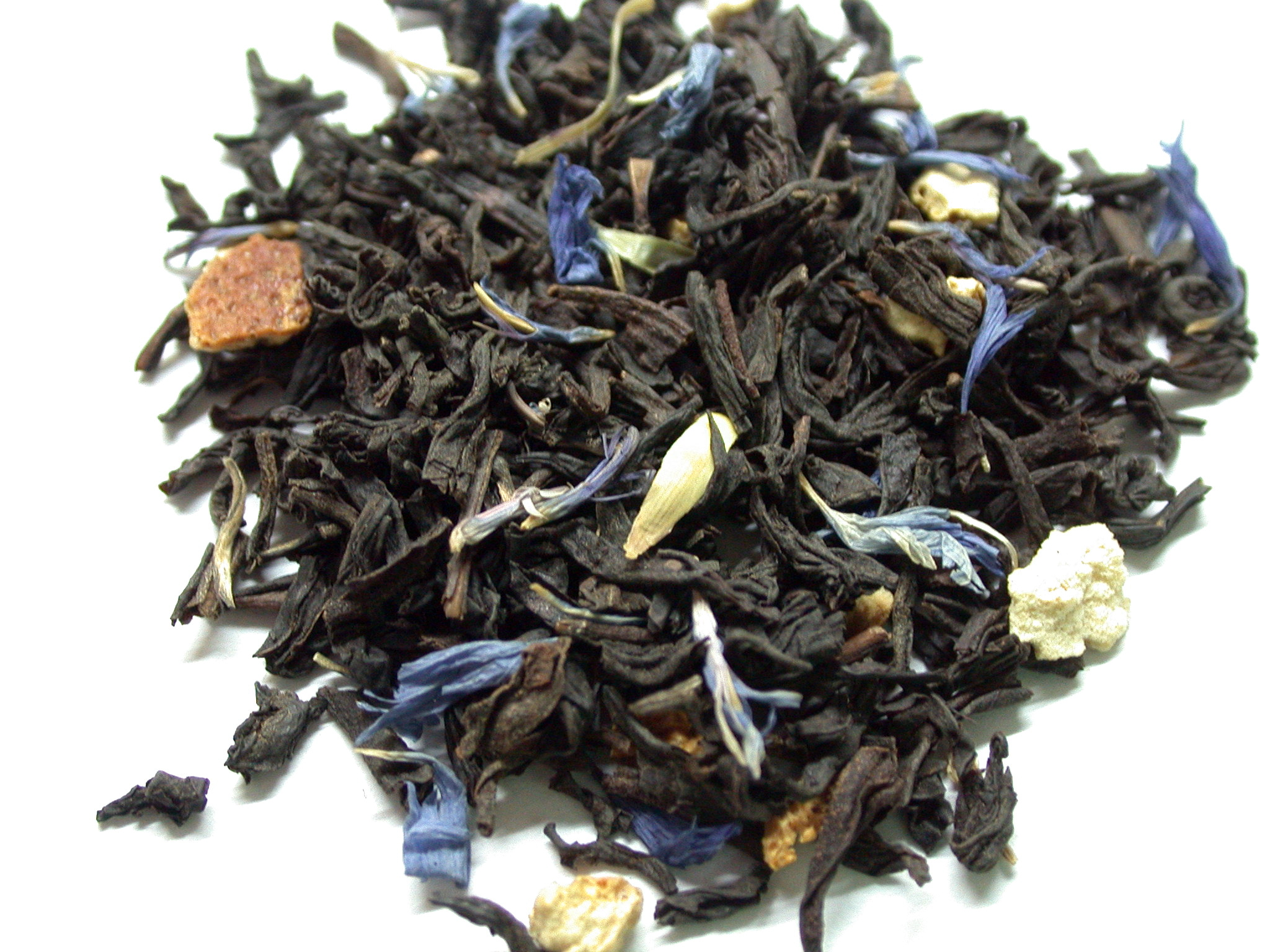
레이디 그레이

레이디 그레이(Lady Grey)는 트와이닝스에서 생산하는 차의 이름으로, 찻잎에 오렌지 향을 넣은 가향차이다. 트와이닝스에서 제공하는 블렌딩 정보는 다음과 같다. Tea, Orange peel (3%), Lemon peel (3%), Citrus flavouring